# Professor Mamlock (Schauspiel)

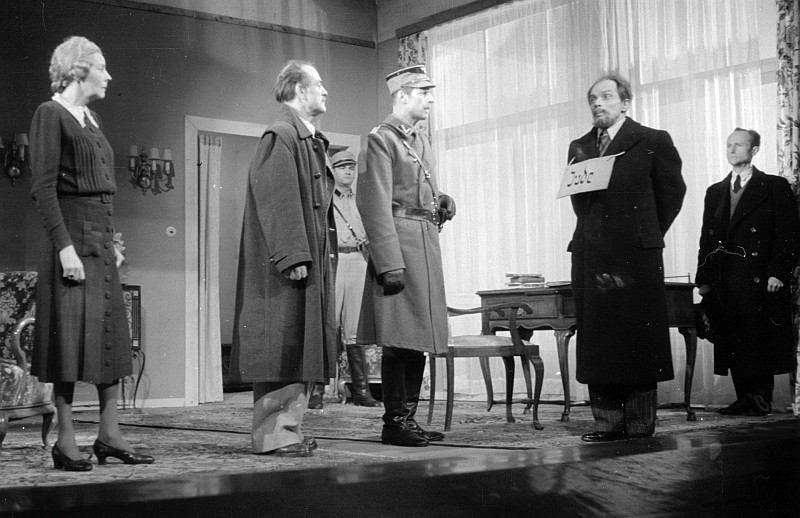
Walter Franck als Professor Mamlock, Hebbel-Theater Berlin 1946, Erstaufführung auf deutschem Boden

Professor Mamlock ist ein Theaterstück. Es gilt als das erfolgreichste Schauspiel des Arztes und Schriftstellers Friedrich Wolf. Er verfasste es 1933 kurz nach der Machtübernahme der Nationalsozialisten im Exil in Frankreich. Das Drama gliedert sich in vier Akte. Die Hauptfigur ist der jüdische Arzt Professor Hans Mamlock, der eine chirurgische Klinik leitet. Er ist überzeugter Demokrat und Hindenburg-Wähler, der jedoch an den zunehmenden Repressalien gegen die Juden schließlich zerbricht und Selbstmord begeht.
Das Stück hatte seine Weltpremiere am 19. Januar 1934 im Jüdischen Theater Kaminski in Warschau, wo es in jiddischer Sprache unter dem Titel Der Gelbe Fleck aufgeführt wurde. Die deutsche Erstaufführung mit Kurt Horwitz und Wolfgang Langhoff in den Hauptrollen fand am 8. Dezember 1934 im Zürcher Schauspielhaus unter dem Titel Professor Mannheim statt. Regie führte Leopold Lindtberg. In der Sowjetunion wurde das Bühnenstück 1938 erstmals, 1961 von DEFA ein zweites Mal verfilmt.

## Handlung

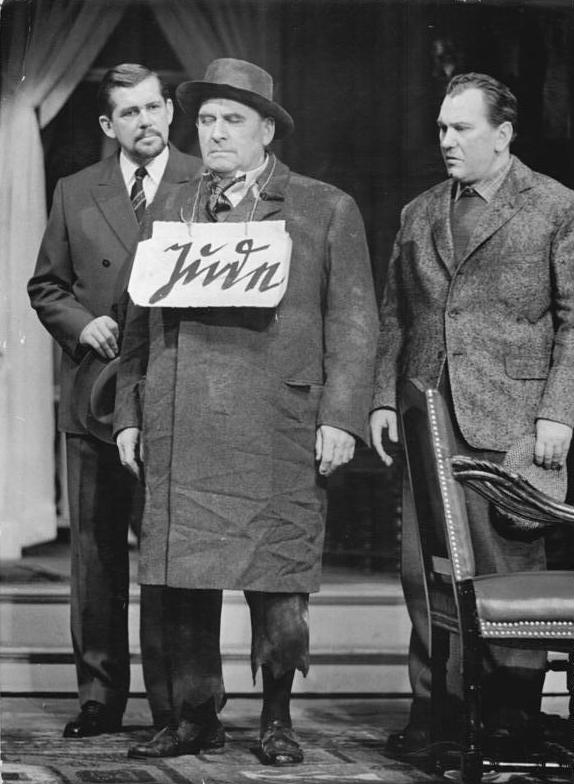
Premiere des Stücks Professor Mamlock in den Berliner Kammerspielen im Dezember 1959

Erster Akt – vor der Wahl im Mai 1932, auf der Station von Professor Mamlock
Die Ärzte und das Pflegepersonal in der Klinik unterhalten sich über die politische Situation in Deutschland. Zwei der Ärzte, Dr. Hellpach und Dr. Inge Ruoff, hoffen darauf, dass Adolf Hitler an die Macht gelangt. Dr. Hirsch äußert sich dagegen, ebenso wie der Chefredakteur des „Neuen Tagblatts“ Dr. Seidel, der als Patient anwesend ist. Alle anderen sind zurückhaltend. Professor Mamlock untersagt politische Diskussionen in seiner Klinik.
Zweiter Akt – 28. Februar 1933, unmittelbar nach dem Reichstagsbrand, im Wohnzimmer der Familie Mamlock
Ellen, die Frau von Professor Mamlock, unterhält sich mit ihrem Sohn Rolf und ihrer Tochter Ruth. Rolf liest aus der Tageszeitung über den Reichstagsbrand vor. Er beschuldigt die Nationalsozialisten der Brandstiftung. Die Mutter ist besorgt und bittet Rolf, sich von der Politik fernzuhalten. Der Vater ist über Rolfs Anschuldigungen empört, da er dadurch den Staat verleumdet sieht. Rolf, der als einziger in der Familie den Ernst der Situation erkennt und im Untergrund verbotene Zeitungen verteilt, wird von seinem Vater vor die Entscheidung zwischen Arbeit und Familie gestellt. Er verlässt die Wohnung.

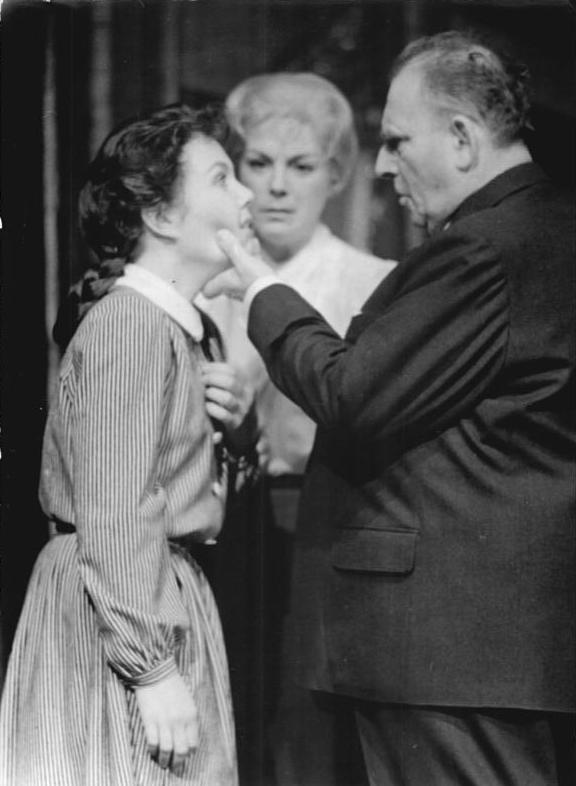
Szene aus der Premiere in den Berliner Kammerspielen im Dezember 1959; Wolfgang Heinz als Professor Mamlock, Ursula Burg als seine Frau Ellen und Karola Ebeling in der Rolle der Tochter Ruth

Kurze Zeit später verkündet der jüdische Krankenpfleger Simon, dass Truppen der SA die Klinik besetzt haben und nach „nichtarischen“ Ärzten suchen. Es kommt in der Klinik zu Arbeitsverboten für alle Kommunisten, Pazifisten, Internationalisten und Juden. Dr. Ruoff kündigt an, dass sie nicht mehr unter dem Juden Mamlock arbeiten werde. Dr. Hellpach verlässt den Dienst in der Klinik und wird SS-Mann.
Dritter Akt – April 1933, im Wohnzimmer der Familie Mamlock
Professor Mamlock darf seine Klinik nicht mehr betreten. An seiner Stelle übernimmt nun Dr. Hellpach die Leitung. Ruth wird in der Schule beschimpft und durch Schmierereien auf ihrer Kleidung gedemütigt. Mamlock versucht nun trotz des Verbots, in die Klinik zu gelangen. Dabei fällt er einer Gruppe SA-Männer in die Hände, die seine Kleidung zerreißen und ihm ein Schild mit der Aufschrift „Jude“ um den Hals hängen. Er kehrt als gebrochener Mann nach Hause zurück.
Vierter Akt – Der folgende Tag in der Klinik
Aufgrund einer neuen Verordnung darf Professor Mamlock als verdienstvoller Kriegsteilnehmer wieder in der Klinik arbeiten. Er hofft nun wieder auf Gerechtigkeit. Dr. Hellpach weist vor allen Mitarbeitern darauf hin, dass alle „Nichtarier“, für welche die Kriegsteilnehmerklausel nicht zutrifft, sofort zu entlassen sind. Professor Mamlock solidarisiert sich mit dem Krankenpfleger Simon und erkennt, dass sein Hoffen auf Gerechtigkeit umsonst war. Er begehrt kurz auf, woraufhin sich einige seiner alten Freunde von ihm abwenden. Nachdem er dann keinen anderen Ausweg mehr sieht, erschießt er sich mit seiner alten Pistole aus dem Ersten Weltkrieg.

## Verfilmungen

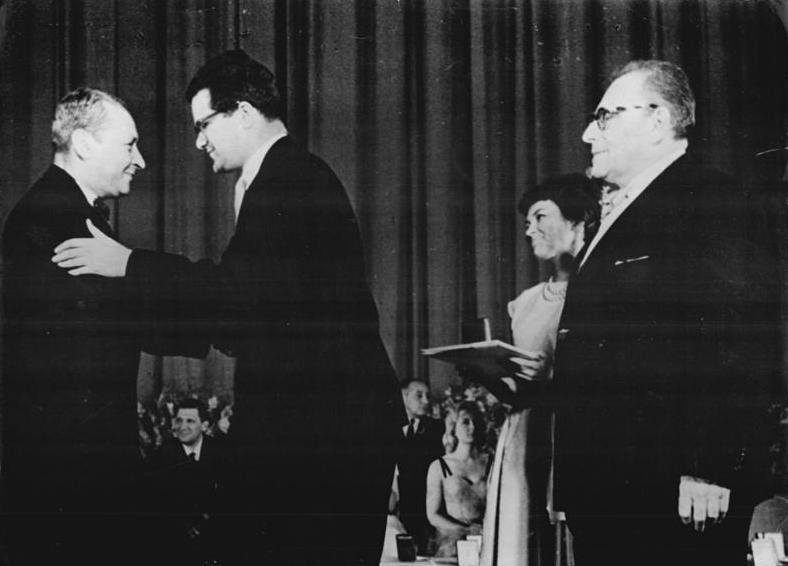
Verleihung der Goldmedaille beim Internationalen Filmfestival Moskau für den DEFA-Spielfilm Professor Mamlock im Juli 1961

Die erste Verfilmung des Stücks entstand 1938 in der Sowjetunion unter der Regie von Adolf Minkin und Herbert Rappaport. Erstmals in Deutschland gezeigt wurde diese Fassung am 24. November 1947. In den USA wurde der Film von einigen lokalen Behörden als anti-deutsche Propaganda angesehen und dementsprechend teilweise nicht gezeigt.
Am 11. Juli 1961 kam die DEFA-Verfilmung Professor Mamlock in die Kinos der DDR, die unter Regie von Friedrich Wolfs Sohn Konrad entstanden war, der neben Karl Georg Egel auch das Drehbuch mitverfasste. Der Film war mit Wolfgang Heinz als Professor Mamlock, Ursula Burg als Ellen Mamlock, Hilmar Thate und Doris Abeßer als deren Kinder, Peter Sturm als Dr. Hirsch, Harald Halgardt als Dr. Hellpach, Lissy Tempelhof als Dr. Inge Ruoff, Agnes Kraus als Schwester Doris und Ulrich Thein als Arbeiter Ernst außergewöhnlich gut mit bekannten Schauspielern der DEFA besetzt. Manfred Krug spielte in einer Nebenrolle einen SA-Sturmführer.
Der Film gilt als einer der ersten deutschen Filme, die sich mit der Judenverfolgung durch die Nationalsozialisten auseinandersetzen. Im Gegensatz zur sowjetischen Verfilmung, in der die gesellschaftliche Dimension im Vordergrund steht, betont die DEFA-Verfilmung das individuelle Schicksal von Professor Mamlock stärker. Der Film wurde unter anderem mit einer Goldmedaille auf dem Internationalen Filmfestival von Moskau und der Silbernen Lotosblüte des Internationalen Filmfestivals in Neu-Delhi ausgezeichnet.